# LK-99
LK-99 (từ Lee‒Kim‒1999) là một chất siêu dẫn tiềm ẩn ở nhiệt độ phòng có bề ngoài màu xám đen.:8 Nó có cấu trúc lục giác được biến đổi một chút từ chì ‒ apatit, bằng cách đưa vào một lượng nhỏ đồng. Vật liệu lần đầu tiên được phát hiện và sản xuất bởi một nhóm các nhà nghiên cứu bao gồm Sukbae Lee (이석배) và Ji-Hoon Kim (김지훈) từ Đại học Hàn Quốc.:1 Nhóm khẳng định nó hoạt động như một chất siêu dẫn ở áp suất xung quanh và dưới 400 K (127 °C; 260 °F).:1
Kể từ ngày 3 tháng 8 năm 2023, quá trình tổng hợp LK-99 và quan sát tính siêu dẫn của nó ở bất kỳ nhiệt độ nào chưa được đánh giá ngang hàng hoặc sao chép độc lập. Thông báo đã được chia sẻ rộng rãi và phản ứng của giới khoa học chủ yếu là hoài nghi do tính chất phi thường của các tuyên bố, sự thất bại lặp đi lặp lại của các tuyên bố trước đó về chất siêu dẫn ở nhiệt độ phòng, cũng như các sai sót và mâu thuẫn trong quá trình xác định trước. bài báo đã xuất bản. Các nhóm độc lập đang cố gắng sao chép công việc của nhóm Hàn Quốc, dự kiến sẽ có kết quả vào tháng 8 năm 2023 nhờ phương pháp sản xuất vật liệu đơn giản.
Các nghiên cứu ban đầu công bố khám phá đã được tải lên kho lưu trữ truy cập mở của các bản in điện tử arXiv. Lee tuyên bố rằng các bài báo in sẵn đã tải lên không đầy đủ, trong khi đồng tác giả Hyun-Tak Kim (김현탁) tuyên bố rằng một trong những bài báo có khiếm khuyết.

## Tính chất hóa học
Thành phần hóa học của LK-99 xấp xỉ Pb9Cu(PO4)6O sao cho—so với chì-apatite nguyên chất (Pb10(PO4)6O):5—xấp xỉ một phần tư ion Pb(II) ở vị trí 2 của cấu trúc apatit bị thay thế bởi ion Cu(II).:9

### Tổng hợp
Lee và cộng sự cung cấp phương pháp tổng hợp hóa học vật liệu LK-99:2 bằng cách sản xuất lanarkite từ hỗn hợp mol 1:1 của bột chì(II) oxit (PbO) và chì(II) sunfat (Pb(SO4)), sau đó nung nóng ở 725 °C (1.000 K; 1.340 °F) trong 24 giờ:
PbO + Pb(SO4) → Pb2(SO4)O
Ngoài ra, đồng(I) photphua (Cu3P) được sản xuất bằng cách trộn bột đồng (Cu) và phốt pho (P) theo tỷ lệ mol 3:1 trong ống kín dưới chân không và được nung nóng đến 550 °C (820 K; 1.000 °F) trong 48 giờ::3
Cu + P → Cu3P
Các tinh thể lanarkite và đồng phosphide được nghiền thành bột, đặt trong một ống kín dưới chân không và nung nóng đến 925 °C (1.200 K; 1.700 °F) trong khoảng 5‒20 giờ::3
Pb2(SO4)O + Cu3P  → Pb10-xCux(PO4)6O + S (g), trong đó (0.9 < x < 1.1)

## Tính chất vật lý

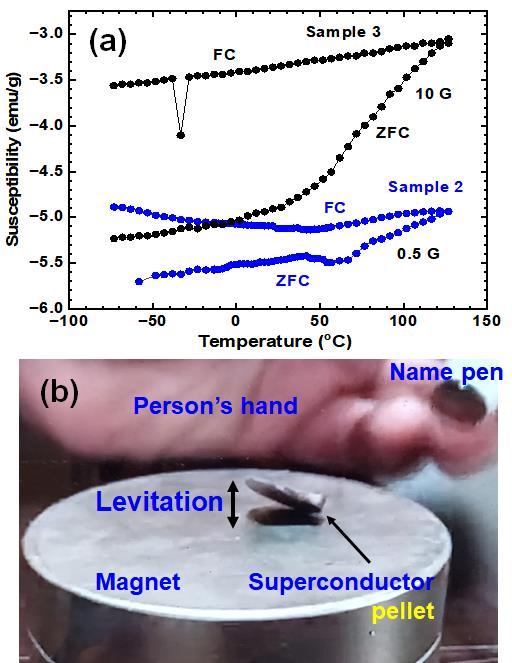
(a) Các phép đo độ nhạy từ trường của LK-99, (b) mẫu của LK-99 bay lên một phần trên nam châm lớn

Vật liệu này được cho là chất siêu dẫn ở nhiệt độ phòng.:1 Các bài báo đã xuất bản ban đầu không khẳng định đã nhìn thấy các đặc điểm rõ ràng của tính siêu dẫn, điện trở bằng không và hiệu ứng Meissner, nhưng cho thấy vật liệu thể hiện các đặc tính từ trường mạnh, bao gồm một video về mẫu vật liệu bay lên một phần trên đỉnh của một vật liệu nam châm lớn, tương quan với tính siêu dẫn.
Vì nhiều vật liệu có vẻ giống như những ứng cử viên tiềm năng cho tính siêu dẫn nhiệt độ cao, ngoài chế độ không có điện trở và hiệu ứng Meissner rõ ràng, các nhà nghiên cứu thường cũng chứng minh các tính chất dự kiến khác như ghim từ thông, độ nhạy từ trường AC, hiệu ứng Josephson, trường và dòng tới hạn phụ thuộc vào nhiệt độ, hoặc nhiệt dung riêng tăng đột ngột xung quanh nhiệt độ tới hạn. Kể từ ngày 1 tháng 8, không có thí nghiệm nào trong số này được quan sát bởi thí nghiệm ban đầu hoặc các lần sao chép cố gắng.

### Cơ chế đề xuất cho hiện tượng siêu dẫn
Việc thay thế một phần ion Pb2+ (đo 133 picometre) bằng ion Cu2+ (đo 87 picometre) được cho là làm giảm 0,48% thể tích, tạo ra ứng suất bên trong vật liệu.:8 Ứng suất bên trong được cho là gây ra giếng lượng tử dị tiếp giáp giữa Pb(1) và oxy trong phốt phát ([PO4]3−) tạo ra giếng lượng tử siêu dẫn (SQW).:10
Lee và cộng sự. tuyên bố cho thấy LK-99 thể hiện phản ứng với từ trường (có khả năng là do hiệu ứng Meissner) khi lắng đọng hơi hóa học được sử dụng để áp dụng LK-99 cho mẫu đồng không có từ tính.:4 Chì-apatite tinh khiết là chất cách điện, nhưng Lee et al. khẳng định đồng-chì-apatite pha tạp tạo thành LK-99 là chất siêu dẫn, hoặc ở nhiệt độ cao hơn, là kim loại.:5 Họ không tuyên bố đã quan sát thấy bất kỳ thay đổi nào trong hành vi qua nhiệt độ chuyển tiếp.
Các cơ chế của bài báo dựa trên một bài báo năm 2021 của Hyun-Tak Kim mô tả một lý thuyết siêu dẫn "BR-BCS" mới kết hợp lý thuyết cổ điển về sự chuyển đổi chất cách điện kim loại với lý thuyết Bardeen–Cooper–Schrieffer tiêu chuẩn về tính siêu dẫn. Họ cũng sử dụng các ý tưởng từ lý thuyết siêu dẫn lỗ trống bởi J.E.Hirsch, một công trình gây tranh cãi khác.
Vào ngày 1 tháng 8 năm 2023, ba nhóm độc lập đã công bố các phân tích về LK-99 với lý thuyết hàm mật độ (DFT). Sinéad Griffin của Phòng thí nghiệm quốc gia Lawrence Berkeley đã phân tích nó với Gói mô phỏng khởi đầu Vienna Ab, cho thấy rằng cấu trúc của nó sẽ có các dải phẳng cô lập tương quan, một trong những dấu hiệu của chất siêu dẫn nhiệt độ chuyển tiếp cao. Si và Held đã tìm thấy các dải phẳng tương tự và phỏng đoán rằng LK-99 là một chất cách điện Mott hoặc chuyển điện tích, rằng sự pha tạp electron hoặc lỗ trống là cần thiết để làm cho nó (siêu) dẫn điện. 

## Tên hợp chất
Cái tên LK-99 được đặt theo tên viết tắt của hai nhà khám phá Sukbae Lee và Ji-Hoon Kim, và năm khám phá (1999). Cặp đôi này ban đầu làm việc với Giáo sư Tong-Shik Choi (최동식) tại Đại học Hàn Quốc vào những năm 1990.
Năm 2008, các nhà nghiên cứu từ Đại học Hàn Quốc đã thành lập Trung tâm Nghiên cứu Năng lượng Lượng tử (퀀텀 에너지연구소; còn được gọi là Q-Centre). Lee sau này trở thành Giám đốc điều hành của Q-Centre và Kim sẽ trở thành giám đốc nghiên cứu và phát triển (R&D) tại Q-Centre.

## Lịch sử xuất bản
Lee đã tuyên bố rằng vào năm 2020, một bài báo đầu tiên đã được gửi cho Nature, nhưng đã bị từ chối. Nghiên cứu được trình bày tương tự về chất siêu dẫn ở nhiệt độ phòng của Ranga P. Dias đã được xuất bản trên tạp chí Nature vào đầu năm đó và nhận được sự hoài nghi—bài báo của Dias sau đó sẽ bị rút lại vào năm 2022 sau khi dữ liệu của nó bị phát hiện là sai lệch.
Vào năm 2020, Lee và Ji-Hoon Kim đã nộp đơn đăng ký bằng sáng chế.  Đơn đăng ký bằng sáng chế thứ hai (liệt kê thêm Young-Wan Kwon), đã được nộp vào năm 2021, được xuất bản vào ngày 3 tháng 3 năm 2023. Vào ngày 4 tháng 4 năm 2023, đơn đăng ký nhãn hiệu của Hàn Quốc cho "LK-99" đã được nộp bởi Q-Centre.
Vào tháng 2 năm 2023, Q-Centre đã xuất bản một video trên YouTube tuyên bố thể hiện các đặc tính từ tính của một lớp mỏng LK-99 được lắng đọng bằng nhiệt trên một tấm đồng.

### Các bài báo học thuật và bản thảo
Một loạt các ấn phẩm học thuật tóm tắt những phát hiện ban đầu đã ra mắt vào năm 2023, với tổng cộng bảy tác giả trên bốn ấn phẩm.
Vào ngày 31 tháng 3 năm 2023, một bài báo bằng tiếng Hàn, "Xem xét phát triển chất siêu dẫn áp suất xung quanh ở nhiệt độ phòng (LK-99)", đã được gửi tới Tạp chí Công nghệ Tinh thể và Tăng trưởng Tinh thể Hàn Quốc. Nó được chấp nhận vào ngày 18 tháng 4, nhưng mãi đến ba tháng sau mới được đọc rộng rãi.
Vào ngày 22 tháng 7 năm 2023, hai bản in trước đã xuất hiện trên arXiv. Một người đã liệt kê Young-Wan Kwon, cựu CTO của Q-Centre , là tác giả thứ ba. Bản in trước thứ hai được liệt kê là tác giả thứ ba Hyun-Tak Kim, cựu nghiên cứu viên chính tại Viện Nghiên cứu Điện tử Viễn thông và là giáo sư tại Đại học William & Mary.  Vào ngày 23 tháng 7, các phát hiện cũng đã được gửi tới APL Materials để bình duyệt.
Vào ngày 28 tháng 7 năm 2023, Kwon đã trình bày những phát hiện tại một hội nghị chuyên đề được tổ chức tại Đại học Hàn Quốc. Cùng ngày hôm đó, Yonhap News Agency đã đăng một bài báo trích lời một quan chức của Đại học Hàn Quốc nói rằng Kwon đã không còn liên lạc với trường Đại học. Bài báo cũng dẫn lời Lee nói rằng Kwon đã rời Viện nghiên cứu Q-Centre bốn tháng trước đó; rằng các bài báo học thuật về LK-99 vẫn chưa kết thúc; và rằng các bài báo đã được tải lên arXiv mà không có sự cho phép của các tác giả khác.
Vào ngày 31 tháng 7 năm 2023, một nhóm do Kapil Kumar đứng đầu đã xuất bản một bản in trước trên arXiv ghi lại các nỗ lực sao chép của họ, xác nhận cấu trúc bằng phương pháp tinh thể học tia X (XRD) nhưng không tìm thấy hiện tượng nghịch từ hoặc lực bay lên.
Vào ngày 1 tháng 8 năm 2023, một đại diện của Q-Centre nói với SBS News rằng các mẫu ban đầu được đề cập trong bài báo sẽ sớm được công bố ra thế giới để xác minh.

### Tác giả
Tín dụng tác giả và ma trận liên kết:
| Tác giảLiên kết                    | Lee, Sukbae (이석배) | Kim, Ji-Hoon (김지훈) | Kim, Hyun-Tak (김현탁) | Im, Sungyeon (임성연) | An, SooMin (안수민) | Kwon, Young-Wan (권영완) | Auh, Keun Ho (오근호) | Choi, Tong-Shik (최동식) |
| ---------------------------------- | -------------------- | --------------------- | ---------------------- | --------------------- | ------------------- | ------------------------ | --------------------- | ------------------------ |
| HYU                                |                      |                       |                        |                       |                     |                          | Giáo sư Emeritus      |                          |
| KU‒KIST                            |                      |                       |                        |                       |                     | cựu giáo sư nghiên cứu†  |                       |                          |
| W&M                                |                      |                       | Giáo sư                |                       |                     |                          |                       |                          |
| Q-Centre (주)퀀텀에너지연구소      | CEO                  | Giám đốc R&D          |                        | Có                    | Có                  | cựu CTO                  | CTO                   |                          |
| Patent (2020)                      | 1                    | 2                     |                        |                       |                     |                          |                       |                          |
| Patent Application (2021)          | 1                    | 2                     |                        |                       |                     | 3                        |                       |                          |
| Lee & Kim+ (18 tháng 4 năm 2023)   | 1                    | 2                     |                        | 3                     | 4                   | 5                        | 6                     | Công nhận                |
| Lee & Kim+ (22 tháng 7 năm 2023.a) | 1                    | 2                     |                        | Công nhận             | Công nhận           | 3                        | Công nhận             |                          |
| Lee & Kim+ (22 tháng 7 năm 2023.b) | 1                    | 2                     | 3                      | 4                     | 5                   | Công nhận                | 6                     | Công nhận                |

1. ↑  ("1" = tác giả thứ nhất, "2" = tác giả thứ hai, v.v)

## Phản ứng
Các nhà khoa học vật liệu và nhà nghiên cứu chất siêu dẫn đã phản ứng với thái độ hoài nghi. Các chất siêu dẫn có nhiệt độ cao nhất được biết vào thời điểm xuất bản có nhiệt độ tới hạn là 250 K (−23 °C; −10 °F) ở áp suất trên 170 gigapascal (1.680.000 atm; 24.700.000 psi). Các chất siêu dẫn nhiệt độ cao nhất ở áp suất khí quyển (1 atm) có nhiệt độ tới hạn nhiều nhất là 150 K (−123 °C; −190 °F).
Vào ngày 2 tháng 8 năm 2023, Hiệp hội Siêu dẫn và Chất làm lạnh Hàn Quốc đã thành lập một ủy ban xác minh để phản hồi những tranh cãi và tuyên bố chưa được xác minh về LK-99, nhằm đưa ra kết luận về những tuyên bố này. Ủy ban xác minh do Giáo sư Kim Chang-Young của Đại học Quốc gia Seoul đứng đầu và bao gồm các thành viên của trường, Đại học Sungkyunkwan và Đại học Khoa học và Công nghệ Pohang. Khi thành lập, ủy ban xác minh đã không đồng ý rằng hai bài báo arXiv ngày 22 tháng 7 của Lee và cộng sự cũng như các video có sẵn công khai vào thời điểm đó đã hỗ trợ cho tuyên bố LK-99 là chất siêu dẫn.
Kể từ ngày 2 tháng 8 năm 2023 , các đặc tính đo được không chứng minh được rằng LK-99 là chất siêu dẫn vì tài liệu được công bố không giải thích đầy đủ cách từ hóa của LK-99 có thể thay đổi, chứng minh công suất nhiệt cụ thể của nó hoặc chứng minh nó vượt qua nhiệt độ chuyển tiếp. Một cách giải thích khác cho hiện tượng bay lên một phần từ trường đã nêu của LK-99 có thể chỉ là từ hiện tượng nghịch từ không siêu dẫn.

### Phản ứng của công chúng
Tuyên bố về chất siêu dẫn ở nhiệt độ phòng trong bài báo ngày 22 tháng 7 của Lee et al. đã lan truyền trên các nền tảng truyền thông xã hội vào tuần sau, bao gồm cả Twitter. Bất chấp sự quan tâm từ các nhà bình luận , các nhà khoa học được báo chí phỏng vấn vẫn hoài nghi..
Một video từ Đại học Khoa học và Kỹ thuật Hoa Trung được tải lên vào ngày 1 tháng 8 năm 2023 dường như cho thấy một mẫu LK-99 có kích thước micromet đang bay lên đã lan truyền trên mạng xã hội Trung Quốc. Thu về hàng triệu lượt xem, nó trở thành video được xem nhiều thứ hai trên Bilibili vào ngày hôm sau. Một nhà nghiên cứu từ Viện Khoa học Trung Quốc từ chối bình luận về đoạn video cho báo chí, bác bỏ tuyên bố này là "lố bịch". Sự phấn khích của công chúng tăng lên sau khi video xuất hiện trên các phương tiện truyền thông xã hội phương Tây, với một thị trường dự đoán nhanh chóng đặt cơ hội sao chép thành công là 60%. AKhi chủ đề về LK-99 trở thành xu hướng trên Twitter trong nhiều ngày vào đầu tháng 8, người dùng bắt đầu tạo meme về "đá nổi" và đề xuất cổ phiếu hỗ trợ trong chất siêu dẫn. Báo chí đồng thời đưa tin rằng nghiên cứu này đã khiến cổ phiếu công nghệ của Hàn Quốc và Trung Quốc tăng đột biến.

## Nỗ lực sao chép
Kể từ ngày 3 tháng 8 năm 2023, thử nghiệm vẫn chưa được sao chép thành công, mặc dù các thử nghiệm ban đầu đã được hoàn thành vào năm 2020. Chưa có nỗ lực sao chép nào được đánh giá ngang hàng. Sau khi phát hành ấn phẩm vào tháng 7 năm 2023, các nhóm độc lập báo cáo rằng họ đã bắt đầu cố gắng tái tạo quá trình tổng hợp, với kết quả ban đầu dự kiến trong vòng vài tuần. Tuy nhiên, mặc dù kết quả tích cực có thể đến nhanh chóng, nhưng kết quả tiêu cực lại đến chậm, vì "việc làm giả cần phải xác minh tất cả các khả năng và sẽ mất rất nhiều thời gian."
Những nỗ lực đầu tiên đã công bố kết quả không quan sát thấy hiện tượng bay lên hoặc nghịch từ, và các mẫu của họ có điện trở suất cao. Không có bài kiểm tra nào được công bố về khả năng ghim thông lượng hoặc nhiệt dung cụ thể. 
Một số kết quả chưa được công bố có các video ngắn đã nhận được sự quan tâm lớn của công chúng. Vào ngày 1 tháng 8 năm 2023, một nhóm nghiên cứu tại Đại học Khoa học và Kỹ thuật Hoa Trung ở Trung Quốc đã báo cáo rằng họ đã tạo ra các mảnh nhỏ cho thấy khả năng bay ngược từ trường trong lần thử thứ hai. Vào ngày 2 tháng 8 năm 2023, một nhóm xung quanh Giáo sư Sun Yue tại Đại học Đông Nam, tuyên bố đã đo được điện trở bằng 0 trong một vảy LK-99 lên đến nhiệt độ 110 K trong một video trực tuyến. Các chuyên gia trong lĩnh vực này bày tỏ nghi ngờ (từ Đại học Maryland) rằng kết quả của họ trông giống như một vật phẩm đo lường lớn, không cho thấy mức giảm dự kiến về điện trở bằng 0, khá nhiễu và không thể đo điện trở dưới 10 µΩ, mức cao đối với phép đo chất siêu dẫn.

### Nghiên cứu thực nghiệm
Danh sách này không đầy đủ, bạn cũng có thể giúp mở rộng danh sách.
Chú thích kết quả:
      Thành công
      Thành công một phần
      Thất bại một phần
      Thất bại
| Nhóm                                                                                             | Quốc gia/vùng lãnh thổ   | Trạng thái    | Kết quả | Ghi chú xuất bản |
| ------------------------------------------------------------------------------------------------ | ------------------------ | ------------- | --- | --- |
| Đại học Khoa học và Kỹ thuật Hoa Trung                                                           | Trung Quốc               | Sơ bộ         | Đo nghịch từ của các mảnh nhỏ có kích thước micromet. Điện trở quan sát được không thể giảm xuống bằng không. Cho thấy độ tinh khiết của mẫu là quan trọng.                                                                     | arXiv: Hao Wu, et al. Video được đăng lên bilibili. Báo chí đưa tin: |
| Đại học Bắc Hàng                                                                                 | Trung Quốc               | Sơ bộ         | Không quan sát thấy hiện tượng nghịch từ. Điện trở suất cao không phù hợp với tính siêu dẫn. | arXiv: Li Liu, et al. Báo chí đưa tin: |
| Đại học Đông Nam                                                                                 | Trung Quốc               | Sơ bộ         | Cấu trúc LK-99 được xác nhận bằng nhiễu xạ tia X. Điện trở của mẫu có kích thước mm giảm dần từ 0.1Ω ở nhiệt độ phòng đến độ ồn (10-5Ω) ở 110 K and below. trở xuống. Không quan sát thấy hiệu ứng Meissner.                    | arXiv: Qiang Hou, et al. Thông báo video: Các phản hồi quan trọng: Báo chí đưa tin:                                                                                                   |
| Đại học Bắc Kinh                                                                                 | Trung Quốc               | Sơ bộ         | Không quan sát thấy hiệu ứng Meissner cũng như điện trở suất bằng 0 trong mẫu sao chép. | arXiv: Kaizhen Guo, et al. |
| Viện Khoa học Trung Quốc (Vật chất ngưng tụ)                                                     | Trung Quốc               | Sơ bộ         | Không quan sát thấy hiện tượng siêu dẫn. Giải thích được đề xuất về sự giảm điện trở suất do sự thay đổi pha của tạp chất Cu2S, mà những người khác đã dự đoán là có mặt khi quan sát thấy sự bay lên một phần.                 | arXiv: Shilin Zhu, et al. |
| Đại học Thượng Hải                                                                               | Trung Quốc               | Chưa xuất bản | Bột LK-99 tổng hợp, không thấy từ tính. | Phóng sự: phóng viên phỏng vấn tại chỗ |
| Đại học Sư phạm Qufu                                                                             | Trung Quốc               | Chưa xuất bản | Mẫu LK-99 có điện trở khác không. | Báo chí đưa tin: |
| DIPC, Princeton, Max Planck Institut                                                             | Tây Ban Nha, Hoa Kỳ, Đức | Sơ bộ         | LK-99 tổng hợp, được coi là vật liệu đa pha. Thực hiện phân tích đơn tinh thể bằng nhiễu xạ tia X, không tìm thấy hiện tượng siêu dẫn. Đã thử nghiệm 4 chất pha tạp Cu khác nhau, phát hiện các mẫu có từ tính hơn là siêu dẫn. | arXiv: Jiang, et al. |
| Đại học Manchester                                                                               | Vương quốc Anh           | Sơ bộ         | Tổng hợp và đặc trưng mẫu LK-99, không phát hiện hiện tượng siêu dẫn. | arXiv: Ivan Timokhin et al. |
| Hội đồng Nghiên cứu Khoa học và Công nghiệp - Phòng thí nghiệm Vật lý Quốc gia Ấn Độ (CSIR-NPLI) | Ấn Độ                    | Sơ bộ         | Nỗ lực ban đầu: Cấu trúc được xác nhận bằng nhiễu xạ tia X. Không quan sát thấy hiện tượng nghịch từ, không có tính năng siêu dẫn. Nỗ lực sau đó ghi lại mẫu đứng bị khóa thẳng đứng trong từ trường.                           | Video by V.P.S Awana: arXiv: Kapil Kumar, et al. Báo chí đưa tin: |
| Lebedev Physics Institute                                                                        | Nga                      | Chưa xuất bản | Cấu trúc được xác nhận bằng nhiễu xạ tia X. Không quan sát thấy hiện tượng nghịch từ. Điện trở cao được quan sát bằng phương pháp thăm dò 4 điểm. Điện trở tăng khi nhiệt độ giảm.                                              | Tuyên bố của Viện Vật lý Lebedev: Báo chí đưa tin: |
| Đại học quốc lập Đài Loan                                                                        | Đài Loan                 | Chưa xuất bản | Nghịch từ quan sát được. Điện trở khác không, không có tính siêu dẫn. | Li-min, et al. Live stream: Báo chí đưa tin: |
| Varda Space Industries & Đại học Nam California                                                  | Hoa Kỳ                   | Chưa xuất bản | Tổng Hợp LK-99. Chỉ một vài mảnh phản ứng với từ trường. Phân tích cho thấy tạp chất của Sắt và Cu2S, cho thấy hiện tượng quan sát được giải thích này hơn là hiện tượng siêu dẫn.                                              | Video được chia sẻ trên Twitter: Đội do Andrew McCalip đứng đầu. Phát trực tiếp trên Twitch và đăng trên Twitter. Các mẫu được phân tích bởi Đại học Nam California. Báo chí đưa tin: |
| University of Colorado Boulder                                                                   | Hoa Kỳ                   | Chưa xuất bản | Các mẫu đã thất bại trong các thử nghiệm về tính siêu dẫn. | Daniel Dessau, et al. Báo chí đưa tin: |
| Phòng thí nghiệm Quốc gia Argonne                                                                | Hoa Kỳ                   | Không biết    | Không được báo cáo | Báo chí đưa tin: |
| Đại học Sungkyunkwan                                                                             | Hàn Quốc                 | Không biết    | Không được báo cáo | Hỗ trợ ủy ban báo cáo đánh giá các tuyên bố về LK-99. Báo chí đưa tin: |
| Đại học Hàn Quốc                                                                                 | Hàn Quốc                 | Không biết    | Không được báo cáo | Hỗ trợ ủy ban báo cáo đánh giá các tuyên bố về LK-99. Báo chí đưa tin: |
| Đại học Quốc gia Seoul                                                                           | Hàn Quốc                 | Không biết    | Không được báo cáo | Hỗ trợ ủy ban báo cáo đánh giá các tuyên bố về LK-99. Báo chí đưa tin: |

1. ↑  Đối với các bản sao được báo cáo khác đang diễn ra, hãy xem trang thảo luận.

### Nghiên cứu lý thuyết
Trong các bài báo ban đầu, các giải thích lý thuyết cho các cơ chế siêu dẫn tiềm ẩn trong LK-99 là không đầy đủ. Các phân tích sau đó của các phòng thí nghiệm khác đã bổ sung thêm các mô phỏng và đánh giá lý thuyết về các đặc tính điện tử của vật liệu từ các nguyên tắc đầu tiên.
Danh sách này không đầy đủ, bạn cũng có thể giúp mở rộng danh sách.
| Nhóm                                             | Quốc gia             | Kết quả | Ghi chú xuất bản                          |
| ------------------------------------------------ | -------------------- | --- | ----------------------------------------- |
| Viện Khoa học Trung Quốc (SYNL)                  | Trung Quốc           | Nghiên cứu nguyên tắc đầu tiên về cấu trúc điện tử của LK-99 và các biến thể khác. Bày tỏ không có ý kiến về hiện tượng siêu dẫn ở nhiệt độ phòng. | arXiv: Junwen Lai, et al. Media mentions: |
| Phòng thí nghiệm Quốc gia Lawrence Berkeley      | Hoa Kỳ               | DFT trên cấu trúc 3D đơn giản hóa khám phá cấu trúc điện tử khả thi có thể thuận lợi cho tính siêu dẫn, cho thấy hằng số mạng giảm nhẹ. Công việc tương tự được xuất bản vào ngày hôm sau bởi Si & Held và Kurleto, et al. | Sinéad Griffin, arXiv.                    |
| Đại học Chile                                    | Chile                | Phân tích DFT, tìm sự liên kết electron-phonon lớn trong các dải phẳng. | arXiv: J. Cabezas-Escares, et al.         |
| Viện Khoa học Toán học, Chennai và IIT Madras    | Ấn Độ                | Đưa ra giả thuyết về cơ chế siêu dẫn liên quan đến chuỗi đồng trong LK-99 | arXiv: G. Baskaran                        |
| KAIST và Johns Hopkins                           | Hàn Quốc, Hoa Kỳ     | Phân tích mô hình Hubbard hai quỹ đạo của LK-99, kết luận từ các phân tích DFT rằng nó sẽ không thể hiện tính siêu dẫn, nhưng pha tạp Cu khác có thể tạo ra các cụm cục bộ làm được điều đó. | arXiv: Oh & Zhang                         |
| CIEMAT                                           | Tây Ban Nha, Armenia | Kết luận LK-99 có khả năng là một vật liệu không đồng nhất, khiến người khác khó tái tạo kết quả ban đầu | arXiv: P. Abramian, et al.                |
| Đại học California tại Irvine và Đại học Toronto | Hoa Kỳ, Canada       | Đã đề xuất một mô hình liên kết chặt chẽ tối thiểu tái tạo các tính năng chính của dải phẳng trong LK-99. | arXiv: Omid Tavakol & Thomas Scaffidi     |
| Đại học Tây Bắc & TU Wien                        | Trung Quốc, Áo       | Đặt Pb9Cu(PO4)6O trong chế độ siêu tương quan và gợi ý rằng, không pha tạp chất, nó là chất cách điện Mott hoặc chuyển điện tích. Nếu được pha tạp thì một cấu trúc điện tử như vậy có thể hỗ trợ tính siêu dẫn dải phẳng hoặc cơ chế phonon electron tăng cường tương quan, trong khi một nam châm điện từ không có tính siêu dẫn dường như khá mâu thuẫn với kết quả của chúng. | arXiv: Liang Si & Karsten Held            |

1. Density functional theory analyses (published on the same day, without seeing one another's work; largely overlapping analysis)